# Racconto grosso e altri
Racconto grosso e altri è una raccolta di racconti di Paola Masino pubblicata nel 1941, successivamente alla prima raccolta del 1931.
Contiene i seguenti racconti:
- Terremoto
- Viaggio con panorami
- Latte, (traduzione in lingua inglese di Louise Rozier in "Journal of Italian translations", Volume 4, Editore Luigi Bonaffini, New York, 2009)
- Figlio
- Famiglia
- Rivoluzione
- Commissione urgente
- Allegoria prima
- Allegoria seconda
- Racconto grosso